# Viorel Moldovan
Viorel Dinu Moldovan (Bistriţa, 8 juli 1972) is een Roemeense voetbaltrainer en oud-speler die bij voorkeur speelde als centrumspits.

## Clubcarrière
Moldovan begon zijn loopbaan bij Gloria Bistriţa uit zijn geboorteplaats Bistriţa, en speelde daarnaast in het buitenland. Hij werd onder meer Zwitsers landskampioen met Grasshoppers, en won met FC Nantes het kampioenschap in Frankrijk.

## Interlandcarrière
Moldovan kwam in totaal zeventig keer (25 doelpunten) uit voor de nationale ploeg van Roemenië in de periode 1993–2005. Onder leiding van bondscoach Anghel Iordănescu maakte hij zijn debuut op 22 september 1993 in de vriendschappelijke thuiswedstrijd tegen Israël (1-0). Hij moest in dat duel na 61 minuten plaatsmaken voor Marian Popa. Andere debutanten namens Roemenië in die wedstrijd waren Anton Doboş, Ionel Pârvu, Constantin Gâlcă, Adrian Ilie (allen Steaua Boekarest) en Vasile Brătianu (FC Dacia Unirea).

## Erelijst
Grasshopper Club Zürich
- Landskampioen

1998
 FC Nantes
- Landskampioen

2001
- Trophée des Champions

2001
 Rapid Boekarest
- Roemeense beker

2006, 2007
- Roemeense Supercup

2006